# タイ国政府観光庁
タイ国政府観光庁 (タイ語: การท่องเที่ยวแห่งประเทศไทย, ททท.、英語: Tourism Authority of Thailand, TAT）は、タイ王国内閣 観光・スポーツ省の管轄下の庁の一つ。1960年に設置。 

## 概要
タイ国政府観光庁は、観光振興を担当するタイ王国で一番初めの設立された独立行政機関。同庁は海外からタイへの旅行、及びタイ国内旅行の推進のためのマーケティングを担当する専門機関で、タイの国家経済の中で重要な位置を占める旅行業の持続的の成長を目指している。内外の旅行者への観光情報の提供、広報、観光商品の調査・開発、また人材開発のための協力、支援を行っている。
観光庁は「タイ観光局」と呼ばれることもあるが、2010年に観光・スポーツ省内部部局観光開発局が観光局と改称している。観光地の開発、事業者の管理などはこちらの観光局が担当している。

## 歴史
1960年3月18日に創設。1968年に初めの地方事務所をチェンマイに設置。現在では、タイ全国で40箇所に地方事務所を設置している。さらに同庁は海外事務所も設置しており、一番初めの海外事務所は1965年に設置されたニューヨーク事務所である。すでに世界中に29箇所の事務所を持っている。

## 所在地

### 本庁
バンコク ラーチャテーウィー区 マッカサン地区 ペッチャブリー・タットマイ通り 1600 （1600 ถ.เพชรบุรีตัดใหม่ แขวงมักกะสัน เขตราชเทวี กรุงเทพฯ 10400）

### スワンナプーム国際空港内インフォメーションカウンター
- 到着フロア 国内線ターミナル
- 到着フロア 国際線ターミナル

## 地方事務所

### 北部
- ウタイターニー事務所 （ウタイターニー県、ナコーンサワン県、ピチット県）
- スコータイ事務所 （スコータイ県、カムペーンペット県）
- ターク事務所 （ターク県）
- チエンマイ事務所 （チエンマイ県、ラムパーン県、ラムプーン県）
- チエンラーイ事務所 （チエンラーイ県、パヤオ県）
- ピッサヌローク事務所 （ペッチャブーン県、ピッサヌローク県）
- プレー事務所 （プレー県、ナーン県、ウッタラディット県）
- メーホンソーン事務所 （メーホンソーン県）

### 中央部
- アユタヤ事務所 （アユタヤ県）
- カーンチャナブリー事務所 （カーンチャナブリー県）
- サムットソンクラーム事務所 （サムットソンクラーム県、サムットサーコーン県、ナコーンパトム県）
- スパンブリー事務所（スパンブリー県、アーントーン県、チャイナート県）
- トラート事務所 （トラート県）
- ナコーンナーヨック事務所 （ナコーンナーヨック県、プラーチーンブリー県、サケーオ県）
- パッタヤー事務所 （チョンブリー県）
- バンコク事務所 （サムットプラーカーン県、バンコク、チャチューンサオ県、ノンタブリー県、パトゥムターニー県）
- プラチュワップキーリーカン事務所 （プラチュワップキーリーカン県）
- ペッチャブリー事務所 （ペッチャブリー県、ラーチャブリー県）
- ラヨーン事務所 （チャンタブリー県、ラヨーン県）
- ロッブリー事務所 （ロッブリー県、サラブリー県、シンブリー県）

### 東北部
- ウドーンターニー事務所 （ノーンカーイ県、ウドーンターニー県）
- ウボンラーチャターニー事務所 （ヤソートーン県、アムナートチャルーン県、ウボンラーチャターニー県）
- コーンケン事務所 （コーンケン県、マハーサーラカーム県、ローイエット県、カーラシン県）
- シーサケート事務所（スリン県、ブリーラム県、シーサケート県）
- ナコーンパノム事務所 （ナコーンパノム県、ムックダーハーン県、サコンナコーン県）
- ナコーンラーチャシーマー事務所 （チャイヤプーム県、ナコーンラーチャシーマー県）
- ルーイ事務所 （ルーイ県、ノーンブワラムプー県）

### 南部
- グラビー事務所（クラビー県、パンガー県）
- サトゥーン事務所（トラン県、サトゥーン県）
- スラートターニー事務所（スラートターニー県）
- ナコーンシータンマラート事務所（ナコーンシータンマラート県）
- ナラーティワート事務所（ナラーティワート県、パッターニー県、ヤラー県）
- ハートヤイ事務所（ソンクラー県、パッタルン県）
- プーケット事務所（プーケット県）
- ラノーン事務所（チュムポーン県、ラノーン県）

（＊（）内は管轄地域）

## 国外事務所

### ヨーロッパ
- イギリス ロンドン
- イタリア ローマ
- スウェーデン ストックホルム
- チェコ プラハ
- ドイツ フランクフルト
- フランス パリ
- ロシア モスクワ

### アジア
- アラブ首長国連邦 ドバイ
- インド ニューデリー
- インド ムンバイ
- インドネシア ジャカルタ
- ベトナム ホーチミン市
- 大韓民国 ソウル特別市
- シンガポール
- 中華民国 台北市
- 中華人民共和国 北京市
- 中華人民共和国 香港特別行政区
- 中華人民共和国 上海市
- 中華人民共和国 広州市
- 中華人民共和国 成都市
- 中華人民共和国 昆明市
- 日本 東京
- 日本 大阪
- 日本 福岡
- マレーシア クアラルンプール

### 北米
- アメリカ合衆国 ニューヨーク
- アメリカ合衆国 ロサンゼルス
- カナダ トロント

### 南米
- ブラジル サンパウロ

### オーストラリア
- オーストラリア シドニー

## 最新情報提供ウェブサイト
観光庁は『タイランド・ツーリズム・アップデート』（Thailand Tourism Update）を通じて、使用言語は英語のみではあるが随時最新観光情報、交通情報、危険情報を発信している。2010年夏ごろまで反独裁民主同盟デモ活動の位置情報をGISを用いて提供していた。

## コールセンター
電話:1672
観光庁はコールセンターを通じて、最新観光情報の問い合わせ対応をしている。さらに、2009年11月からインターネットを通じてタイ旅行者を対象にライブチャットサービスを開始。カメラ、マイク、ヘッドセットを接続し、ビデオライブチャットも可能になった。タイ語と英語のみ対応。1回10分の時間制限、24時間対応。

## 関連事項
- 観光・スポーツ省 (タイ)
- タイ観光評議会（TCT) （สภาอุตสาหกรรมท่องเที่ยวแห่งประเทศไทย）
- タイ観光協会連合（FETTA)
- タイ旅行業協会（ATTA)
- タイ旅行代理店協会(TTAA)
- タイホテル協会（THA）
- タイ王国観光警察